# Центральный комитет ВЛКСМ
Центра́льный комите́т ВЛКСМ — высший орган Всесоюзного ленинского коммунистического союза молодёжи в промежутках между съездами ВЛКСМ. В соответствии с Уставом ВЛКСМ, принятым на XIV съезде комсомола (1962), ЦК «руководит всей работой комсомола, местных комсомольских органов, представляет ВЛКСМ в государственных и общественных учреждениях и организациях, утверждает редакцию центрального органа — „Комсомольской правды“ — и редакции других изданий ЦК ВЛКСМ, распределяет средства комсомольского бюджета и контролирует его исполнение».
Центральный комитет избирался на съезде ВЛКСМ тайным голосованием, состоял из полноправных членов, имевших право решающего голоса, и кандидатов, имеющих совещательный голос во время пленарных заседаний.
Пленумы ЦК ВЛКСМ созывались не реже одного раза в шесть месяцев.
Из своего состава ЦК ВЛКСМ избирал первого секретаря ЦК, Бюро и Секретариат.
Почтовый адрес[когда?]: ЦК ВЛКСМ — Москва, Улица Маросейка, дом № 3/13, строение 1.1

## Секретари
Формальными главами ЦК и всего ВЛКСМ являлись первые секретари:
- 1918, 4 ноября — 1919, июль: Ефим Викторович Цетлин (1898—1937), расстрелян
- 1919, июль—1921, сентябрь: Оскар Львович Рывкин (1899—1937), расстрелян
- 1921, сентябрь — 1922, 4 апреля: Лазарь Абрамович Шацкин (1902—1937), расстрелян
- 1922, 5 апреля — 1924, 18 июля: Пётр Иванович Смородин (1897—1939), расстрелян
- 1924, 18 июля—1928, 16 мая: Николай Павлович Чаплин (1902—1938), расстрелян
- 1928, 17 мая — 1929, 24 апреля: Александр Иванович Мильчаков (1903—1973), репрессирован, отбыл заключение
- 1929, 24 апреля — 1938, 23 ноября: Александр Васильевич Косарев (1903—1939), расстрелян
- 1938, 23 ноября — 1952, 30 октября: Николай Александрович Михайлов (1906—1982), позднее — первый секретарь Московского областного комитета КПСС, Министр культуры СССР
- 1952, 30 октября — 1958, 18 апреля: Александр Николаевич Шелепин (1918—1994), позднее — Председатель КГБ при Совете Министров СССР
- 1958, 18 апреля — 1959, 25 марта: Владимир Ефимович Семичастный (1924—2001), позднее — Председатель КГБ при Совете Министров СССР
- 1959, 25 марта — 1968, 12 июня: Сергей Павлович Павлов (1929—1993), позднее — Председатель Комитета по физической культуре и спорту при Совете Министров СССР, Чрезвычайный и Полномочный посол СССР в Монголии, а затем — в Бирме
- 1968, 12 июня — 1977, 27 мая: Евгений Михайлович Тяжельников (1928—2020), позднее — дипломат, Чрезвычайный и Полномочный посол СССР в Румынии
- 1977, 27 мая — 1982, 8 декабря: Борис Николаевич Пастухов (1933—2021), позднее — дипломат, Чрезвычайный и Полномочный посол СССР в Дании и затем — в Афганистане, заместитель Министра иностранных дел РФ, Министр РФ по делам СНГ
- 1982, 8 декабря — 1986, 29 июля: Виктор Максимович Мишин (1943—2024) — в 1990—91 годах первый заместитель Управляющего делами ЦК КПСС, входил в ближайшее окружение Юрия Лужкова, в 1996—2018 годах возглавлял «Крокус-банк».
- 1986, 29 июля — 1990, 19 апреля: Виктор Иванович Мироненко (р. 1953), позднее директор Международного института ЮНЕСКО, преподаёт в Институте молодёжи
- 1990, 19 апреля — 1991, 28 сентября: Владимир Михайлович Зюкин (1954—2024), потом возглавил компанию «Крэйтон кэпитал»